# Kristjan Čeh
Kristjan Čeh, född 17 februari 1999 i Ptuj, är en slovensk diskuskastare.

## Karriär
I juli 2021 tävlade Čeh för Slovenien vid OS i Tokyo, där han slutade på 5:e plats i diskustävlingen med ett kast på 66,62 meter.
I mars 2022 vann Čeh Europacupen i kast i Leiria efter ett kast på 66,11 meter. I maj samma år vid en tävling i Birmingham kastade han 71,27 meter och förbättrade sitt eget slovenska rekord. I juli 2022 vid VM i Eugene tog Čeh guld i diskustävlingen och satte ett nytt mästerskapsrekord efter ett kast på 71,13 meter. Följande månad tog han silver vid EM i München efter att ha besegrats av litauiske Mykolas Alekna.
I juni 2023 vid en tävling i Jõhvi noterade Čeh ett nytt personbästa med ett kast på 71,86 meter. I augusti 2023 vid VM i Budapest tog han silver i diskustävlingen efter att ha besegrats av svenske Daniel Ståhl.

## Privat
Čeh är tillsammans med den estländska släggkastaren Anna Maria Orel. Han tränas av Gerd Kanter.

## Personliga rekord
| Utomhus - Diskuskastning – 71,86 m (Jõhvi, 16 juni 2023) 0NR0 - Kulstötning – 16,48 m (Nova Gorica, 29 juni 2019) | Inomhus - Kulstötning – 17,65 m (Novo Mesto, 23 februari 2020) |